# Борисов, Фёдор Степанович
Фёдор Степанович Борисов (1892—1971) — генерал-майор Советской Армии, участник Гражданской и Великой Отечественной войн.

## Биография
Родился 4 февраля 1892 года в деревне Николаевка (ныне — Гагаринский район Смоленской области) в рабочей семье. Окончил четырёхклассное земское училище в 1904 году. В ноябре 1913 года Борисов был призван на службу в царскую армию, дослужился в ней до звания старшего унтер-офицера. С мая 1918 года — в Рабоче-крестьянской Красной Армии, был назначен волостным военным комиссаром Рождественского волисполкома Смоленской губернии. Участвовал в Гражданской войне на Западном фронте, командовал ротой, затем батальоном. С июня 1920 года командовал Минским караульным полком, с сентября того же года — 150-м стрелковым полком. В феврале-ноябре 1921 года Борисов был комендантом Смоленска.
После окончания Гражданской войны Борисов служил сначала Гжатским, впоследствии Духовщинским, Вяземским уездным (районным) военным комиссаром. С января 1931 года он возглавлял Бобруйский районный военный комиссариат, с апреля 1938 года — Гомельский областной военный комиссариат. С сентября 1940 по ноябрь 1941 года Борисов был военным комиссаром Смоленской области. Участвовал в Великой Отечественной войне на Волховском фронте до февраля 1942 года, был начальником отдела укомплектования, устройства и службы войск штаба 59-й армии.
С января 1942 года Борисов вновь возглавлял Смоленский областной военный комиссариат. В феврале 1944 года ему было присвоено звание генерал-майора. Согласно документам, «в условиях прифронтовой и фронтовой области с заданиями округа по мобилизации людских резервов и др. справлялся хорошо». 26 февраля 1952 года он был уволен в запас. Проживал в Смоленске. Скончался 25 июня 1971 года, похоронен на кладбище «Клинок».
Был награждён орденом Ленина (1945), двумя орденами Красного Знамени (1944, 1948), орденом Отечественной войны 2-й степени (1944), медалями «20 лет РККА», «За Победу над Германией», «30 лет Советской Армии и Флота» и другими.